# Saciedade do predador
Em ecologia, o efeito da saciedade do predador é uma adaptação anti-predatória na qual as presas ocorrem brevemente em altas densidades populacionais, reduzindo a probabilidade de um organismo individual ser comido. Quando os predadores são inundados com presas em potencial, eles podem consumir apenas uma certa quantidade, então, ao ocorrer em altas densidades, as presas se beneficiam de um efeito de segurança em números. Essa estratégia evoluiu em uma gama diversificada de presas, incluindo notavelmente muitas espécies de plantas, insetos e peixes. A saciedade do predador pode ser considerada um tipo de refúgio contra predadores.
À medida que a comida disponível aumenta, um predador tem mais chances de sobrevivência, crescimento e reprodução. No entanto, à medida que o suprimento de comida começa a sobrecarregar a capacidade do predador de consumi-la e processá-la, o consumo se estabiliza. Esse padrão é evidente na resposta funcional do tipo II. Também há limites para o crescimento populacional (resposta numérica), dependente do tempo de geração da espécie predadora.